# 居伊·莫凯站
居伊·莫凯站（法語：Guy Môquet）是巴黎地鐵的一個車站，得名于法国共产党烈士居伊·莫凯。居伊·莫凯站位於巴黎十七區和巴黎十八區的交界處。居伊·莫凯站開通於1911年2月26日，當時是北南公司B線的車站。1931年3月27日，居伊·莫凯站成為巴黎地鐵13號線的車站。車站最早的名稱是“马尔卡代十字路站”（Carrefour Marcadet），1912年改名“马尔卡代-巴拉尼站”（Marcadet-Balagny），1946年改名為現名。

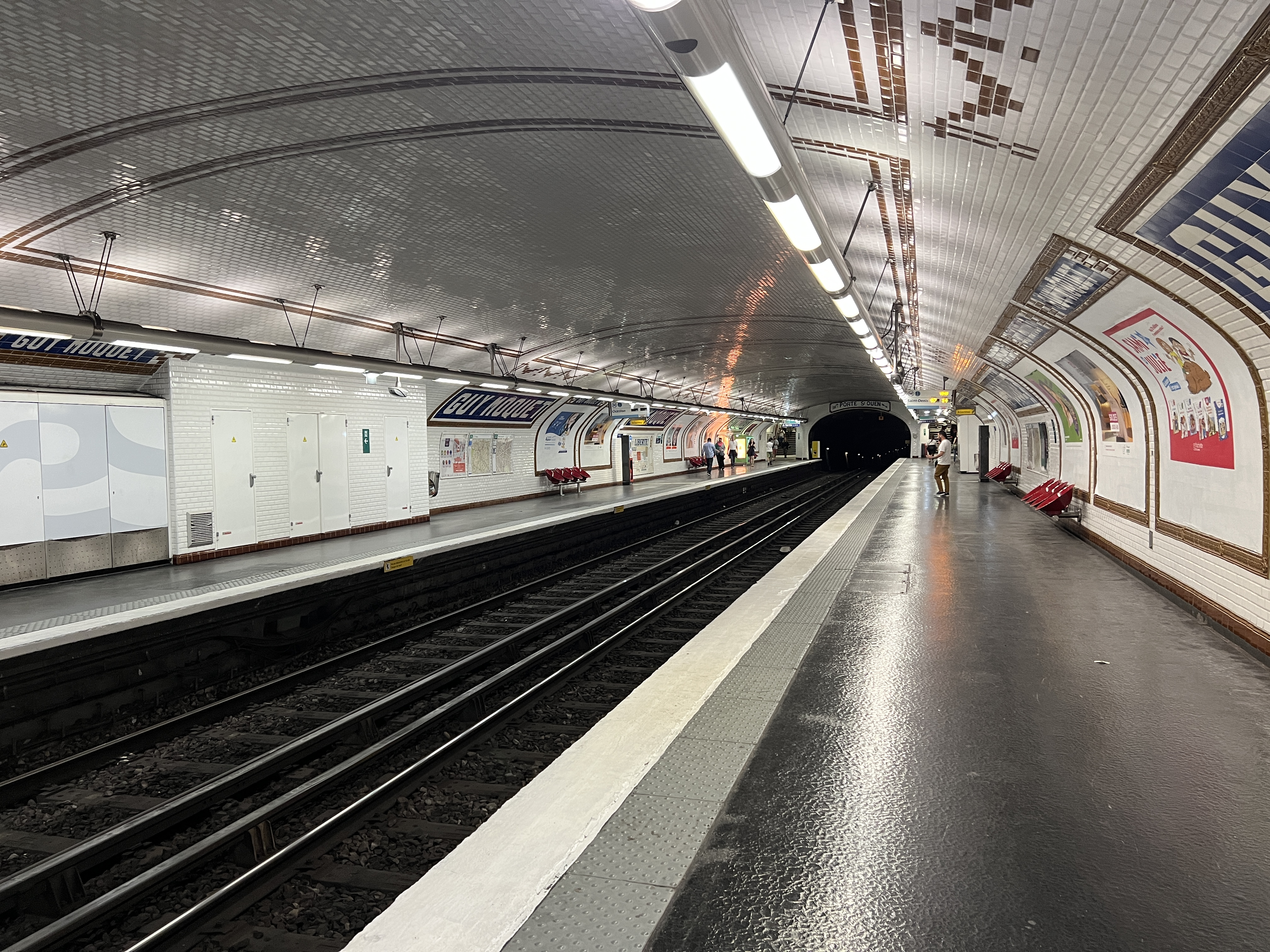
月台（2022年7月）

## 車站結構
| 街道層     |                    |                           |
| B1         | 夾層               |                           |
| 13號線月台 | 側式月台，右側開門 | 側式月台，右側開門        |
| 13號線月台 | 北行               | 往聖但尼大學（聖旺門）    |
| 13號線月台 | 南行               | 往沙蒂永-蒙魯日（岔路口） |
| 13號線月台 | 側式月台，右側開門 |                           |